# Paul Douglas (acteur)
Pour les articles homonymes, voir Paul Douglas et Douglas.
Paul Douglas est un acteur américain né à Philadelphie (Pennsylvanie) le 11 avril 1907 et mort d'une crise cardiaque le 11 septembre 1959 à Los Angeles (Californie).

## Filmographie partielle
- 1949 : Chaînes conjugales (A letter to three wives) de Joseph L. Mankiewicz
- 1949 : It Happens Every Spring de Lloyd Bacon
- 1949 : Si ma moitié savait ça (Everybody Does It) d'Edmund Goulding
- 1950 : La Ville écartelée. (The Big lift) de George Seaton
- 1950 : Ma brute chérie (Love That Brute) d'Alexander Hall
- 1950 : Panique dans la rue (Panic in the streets) d'Elia Kazan
- 1951 : 14 Heures (Fourteen hours) d'Henry Hathaway
- 1951 : The Guy Who Came Back de Joseph M. Newman
- 1951 : Angels in the Outfield de Clarence Brown
- 1952 : N'embrassez pas les WACs (Never Wave at a WAC) de Norman Z. McLeod
- 1952 : Le démon s'éveille la nuit (Clash by Night) de Fritz Lang
- 1952 : Aventure à Rome (When in Rome) de Clarence Brown
- 1952 : Cinq mariages à l'essai (We're Not Married!) d'Edmund Goulding
- 1954 : L'Éternel féminin (Forever female) d'Irving Rapper
- 1954 : La Tour des ambitieux (Executive Suite) de Robert Wise
- 1954 : The Maggie d'Alexander Mackendrick
- 1954 : L'Émeraude tragique (Green Fire) d'Andrew Marton
- 1955 : Joe Macbeth de Ken Hughes
- 1956 : The Leather Saint de Alvin Ganzer
- 1956 : Une Cadillac en or massif (The Solid Gold Cadillac) de Richard Quine
- 1956 : The Gamma People de John Gilling
- 1957 : This Could Be the Night de Robert Wise
- 1957 : L'Ingrate cité (Beau James) de Melville Shavelson
- 1958 : Fortunella d'Eduardo De Filippo
- 1959 : Comment dénicher un mari (The Mating Game) de George Marshall